# Jeito
El jeito es una red propia para la pesca de sardina a imitación de otras varias inventadas al mismo efecto, como las redes de gualdear, sardinales y sardineras, que todas son de una especie.
La red es un compuesto o unión de veinte, veintiuna a veintidós piezas y como mucho, veinticuatro, que cada una de ellas consta de catorce brazas de largo y tres y media a cuatro de ancho, con ciento cincuenta mallas de a pulgada en cuadro. Los plomos son de una y media onza, colocados de braza a braza y los corchos proporcionados de tres en tres casillas, con las relingas de cáñamo de a cuatro cordones.
En las costas de Galicia se les da el nombre de xeito, que en castellano se pronuncia jeito. Según el sonido significando aquella red y la acción en su calamento unidamente, parece pudiera atribuirse a la corrupción del verbo latino ejicere o a la voz antiquada xitar, que significa arrojar o echar fuera y solo tiene ya uso en las montañas.
El modo de hacer la pesca es uniforme en todas las redes sardineras, bien que según los países y disposición de las costas hay ciertas variedades y adiciones.
El jeito en mar alto de puntas afuera se emplea en pescar todo el año si los pescadores hallan en ello su provecho. Pero como en ciertos meses la sardina se retira o desaparece, ya sea abrigándose a las grandes profundidades o transfiriéndose a otros climas no hay quien quiera perder el tiempo infructuosamente, pues viendo que no concurren ya señales de rizar las aguas, multitud de aves marinas revoloteando en una u otra parte de ellas y a este tenor otras señales que se observan desde largas distancias o desde tierra, excusan de salir a pescar al jeito y se aplican a otros artes.
Esta completa libertad no la puede lograr dentro de las rías, sino en determinadas estaciones porque en lo que comprende el ámbito o circuito de ellas, exige distinto método para el aprovechamiento, que más copiosamente verifican otros artes tales como el cerco y así, mientras estas grandes redes exercen su pesquera, el jeito no puede permitirse en aquellos recintos, ni en muchos parajes lo toleran pescar aunque sea fuera de puntas.
Por lo mismo el jeito en varias ordenanzas antiguas y modernas, según los puertos o países se halla reducida su pesca a situaciones y tiempos dentro de las rías, a excepción de los meses de marzo, abril y mayo. Como en ellos ha manifestado la experiencia por algunos peces, que suele verificarse el desove, la prudencia de los antiguos no eximió de la prohibición a las redes jeiteras, ni a las demás sencillas de amallar y de deriva, no obstante de que no tocan y por consiguiente no hieren o arrastran sobre los fondos. Y además se prescribe a los barcos del jeito que en todas sus operaciones han de proceder ejerciendo su pesca con la posible quietud, sin dar golpes, ni apalear las aguas en manera alguna, porque la sardina es de naturaleza muy asombradiza y cualquiera rumor la ahuyenta.
Esta pesquera la ejecuta cada barco de por sí con absoluta separación de los otros. Pero cada barco es una pequeña compañía, formada de los seis, siete a ocho o más hombres que le tripulan. 
Las horas más adecuadas a semejante pesquera son las que intermedian desde que se pone el sol hasta que vuelve a salir en cuyo tiempo, o antes si les conviene, cobran sus redes y se vienen a tierra a vender la sardina que han cogido durante la noche. Si bien, según los prácticos, para la salazón y espicha no es muy apetecible por causa del molimiento o quebranto que padecen estos peces luego que, introducida su cabeza en la malla de la red, se ven aprisionados por los violentos esfuerzos que hacen para desasirse en que pierden no poca parte de sus escamas, las cuales, cogidas de otra manera, los mantienen aun después de muertos enteros y sin maceración, que es el estado más propio para que con el beneficio de la sal puedan conservarse mejor largo tiempo.

## Calar el jeito
El modo de calar el jeito es muy sencillo pues solo tiene la maniobra de ir echándolo en aquellas aguas en que se advierten las señales de haber en ellas sardina, adonde por la tarde se encaminan los pescadores.
En ocasiones, calan quedando las redes entre aguas que es lo que corresponde y en otras a flor de agua conforme conviene. De ambos modos la red se halla extendida, formando la encorchadura, según la corriente, a veces línea recta, otras curva y otras tortuosa. El barco no se fondea porque regularmente va siempre a la deriva aguantándose según conviene con los remos. En esta posición la sardina, que incesantemente gira en majales o tropas, tropieza en la red, cuyo peligro no conoce y como las mallas están naturalmente abiertas, según todo el ámbito de su cuadrado, se aprisiona sin remedio de librarse puesto que los hilos laterales de la malla corren por la superficie de la cabeza del pez hasta las agallas, de cuyo punto ya no pueden pasar, porque su extensión no lo permite, respecto el mayor volumen del cuello o cuerpo y no le dejan más acción que morir sofocado o ahogado como se verifica.
Cuando los pescadores, según el cuidado con que atienden a estas faenas, ven que la red se va sumergiendo, la cobran y desenmallan la pesca, procurando no maltratarla; pero a pesar de su esmero para sacarla de aquel cepo, se destroza o descabeza mucha parte. Este número de piezas le llenan, los seis, siete, ocho o más compañeros concurriendo respectivamente.